# مايو
- السبت
- الأحد
- الاثنين
- الثلاثاء
- الأربعاء
- الخميس
- الجمعة

- 2628 شوال 1446  هـ
- 2729 شوال 1446  هـ
- 2830 شوال 1446  هـ
- 291 ذو القعدة 1446  هـ
- 302 ذو القعدة 1446  هـ
- 13 ذو القعدة 1446  هـ
- 24 ذو القعدة 1446  هـ
- 35 ذو القعدة 1446  هـ
- 46 ذو القعدة 1446  هـ
- 57 ذو القعدة 1446  هـ
- 68 ذو القعدة 1446  هـ
- 79 ذو القعدة 1446  هـ
- 810 ذو القعدة 1446  هـ
- 911 ذو القعدة 1446  هـ
- 1012 ذو القعدة 1446  هـ
- 1113 ذو القعدة 1446  هـ
- 1214 ذو القعدة 1446  هـ
- 1315 ذو القعدة 1446  هـ
- 1416 ذو القعدة 1446  هـ
- 1517 ذو القعدة 1446  هـ
- 1618 ذو القعدة 1446  هـ
- 1719 ذو القعدة 1446  هـ
- 1820 ذو القعدة 1446  هـ
- 1921 ذو القعدة 1446  هـ
- 2022 ذو القعدة 1446  هـ
- 2123 ذو القعدة 1446  هـ
- 2224 ذو القعدة 1446  هـ
- 2325 ذو القعدة 1446  هـ
- 2426 ذو القعدة 1446  هـ
- 2527 ذو القعدة 1446  هـ
- 2628 ذو القعدة 1446  هـ
- 2729 ذو القعدة 1446  هـ
- 281 ذو الحجة 1446  هـ
- 292 ذو الحجة 1446  هـ
- 303 ذو الحجة 1446  هـ
- 314 ذو الحجة 1446  هـ
- 15 ذو الحجة 1446  هـ
- 26 ذو الحجة 1446  هـ
- 37 ذو الحجة 1446  هـ
- 48 ذو الحجة 1446  هـ
- 59 ذو الحجة 1446  هـ
- 610 ذو الحجة 1446  هـ

- يناير
- فبراير
- مارس
- أبريل
- مايو
- يونيو
- يوليو
- أغسطس
- سبتمبر
- أكتوبر
- نوفمبر
- ديسمبر

مايو هو الشهر الخامس في السنة في التقويم الجريغوري وأحد السبعة شهور التي تتكوّن من 31 يوم في التقويم الجريجوري ، يسمى مايس و أيار في الهلال الخصيب ويسمى ماي في المغرب، تونس و‌الجزائر.
يبدأ مايو (في علم التنجيم) عندما تكون الشمس في برج الثور وينتهي في برج الجوزاء. و‌فلكياً عندما تبدأ الشمس في برج الحمل وتنتهى في برج الثور.
أتى اسم هذا الشهر من اسم الآلهة مايا اليونانية، والتي كانت تتطابق مع آلهة الخصب الرومانية بونا ديا والتي كان يجر الاحتفال بها في شهر مايو.
وفي التقويم الياباني يسمى ساتسوكي (باليابانية: 皐月)، وهو اسم شهير للإناث في اليابان. وهناك ظاهرة تعرف باسم «مرض مايو» في اليابان حيث يسأم الطلبة أو الموظّفون من مدارسهم أو أعمالهم لأن السنة الدراسية و‌المالية في اليابان تبدأ في 1 أبريل.
وفي اللغة الفنلندية يسمي الشهر توكوكو والذي يعنى شهر الغرس. وفي سلوفينيا يسمي شهر مايو فيلكي ترافين، والذي يعنى شهر العشب الطويل.

## أحداث مايو
- عجلة الزمن الوثنية تبدأ مايو عند أو بالقرب بيلتاين في نصف الكرة الأرضي الشمالي وسامهاين في نصف الكرة الجنويى.
- في أيرلندا 1 مايو بيلتاين, اليوم الأول للصيف. والإثنين الأول من الشهر يوم عطلة.
- في عديد من البلاد يعتبر عيد مايو هو 1 مايو. والذي يحتفل به كعيد للعمال.
- في المملكة المتحدة, عيد مايو هو أيضا 1 مايو، ولكنه عيد قومي ويتم في الإثنين الأول من مايو.
- يقوم المسيحيون الشرقيون بالاحتفال بعيد الفصح في يوم الأحد ما بين 4 إبريل و8 مايو.
- في أوروبا الغربية 8 مايو هو عيد في إى. ويتم الاحتفال به في 9 مايو في أوروبا الشرقية.
- في الجزائر 8 مايو هو ذكرى مجازر الاحتلال الفرنسي ضد الشعب الجزائري وذلك عقب

مظاهرات عارمة كانت تطالب فرنسا بالوفاء لوعودها لهم والمتمثلة في إعطائهم الاستقلال.
- في مصر 8 مايو هو عيد دمياط القومي.
- في العراق ثورة مايس هي ثورة رشيد عالي الكيلاني.
- التوقيع على اتفاقية سايكس بيكو يوم 9 مايو بين بريطانيا وفرنسا التي منحت لبريطانيا الانتداب على فلسطين.[1]
- في كنتاكي بالولايات المتحدة بسباق خيل كنتاكي في أول سبت في مايو.
- في الولايات المتحدة، وكندا, وأستراليا يتم الاحتفال بعيد الأم في الأحد الثاني من مايو.
- في كندا, عيد فيكتوريا يتم في الإثنين أو قبل 24 مايو. وفي كيبيك, يعرف باسم العيد الوطني (Journée nationale des patriotes).
- في الولايات المتحدة, يوم الذكرى, وهو عيد عام في 31 مايو, ولكن يتم في آخر اثنين في مايو.
- في الأرجنتين, ثورة مايو (Revolución de Mayo), عيد قومي في 25 مايو.
- يوم المبادلة العالمي وقت الاحتفال به في السبت الثاني في مايو.
- في 12 مايو, يتم الاحتفال بيوم الممرضات العالمي.
- يوم المناشف ويتم الاحتفال به في مايو على شرف دوجلاس أدامز, مؤلف دليل هتشكوك للمجرة.
- في صناعة الأفلام الأمريكية، الأسبوع الأول من مايو، والذي يقع بين الثاني والثامن يكون بداية الموسم الصيفي للأفلام.
- 17 مايو - 626 ق.م- يصادف يوم تحرير بابل على يد الأمير الكلداني نبوبلاسر الذي أصبح فيما بعد حاكم الامبراطورية الكلدانية البابلية.
- 17 مايو من كل سنة هو يوم العلم الكلداني من أجل تكريم الملك الكلداني نبوبلاسر الذي حرر بابل عاصمة الامبراطورية الكلدانية البابلية
- 22 مايو من كل سنة هو يوم احتفال اليمنيين بذكرى وحدة البلاد بين شطري اليمن جمهورية اليمن الديمقراطية الشعبية و الجمهورية العربية اليمنية

## نبذات
- لا يوجد في أي نوع من أنواع التقويمات شهر يبدأ بيوم من أيام الأسبوع مثل مايو.
- زهرة مايو هي كونفالاريا أيار.
- حجر مايو هو زمرد.
- لم يمُت أيّ من رؤساء الولايات المتحدة حتى الآن في شهر مايو (الشهر الوحيد الذي لم يمت فيه أي من الرؤساء الأمريكان).